# Atlantis SquarePantis
«Атлантис Квадратные Штанантис» (англ. Atlantis SquarePantis) — 92-я серия мультсериала «Губка Боб Квадратные Штаны» из пятого сезона. Премьера состоялась на «Nickelodeon» 12 ноября 2007 года. На DVD фильм вышел 13 ноября 2007 года. В России фильм был дублирован в 2008 году и показан на телеканале «MTV» со 2 по 3 февраля 2010 года, а на «ТНТ» - 12 апреля 2010 года.

## Сюжет
Губка Боб и Патрик Стар находят пропавшую половину амулета Атлантиса и относят её в музей. В музее Сквидвард получил профессию экскурсовода. Губка Боб и Патрик находят в музее вторую половину. Сэнди говорит, что если соединить две половины, то они смогут попасть в Атлантиду.
Губка Боб и Патрик направляются туда, чтобы увидеть самый древний пузырик; Сквидвард — ради искусства; Сэнди — ради науки; а мистер Крабс — ради денег. Когда Сквидвард соединяет половины, появляется автобус. Он может перенести их в Атлантис, а вместо бензина служат песни. Но в автобусе есть и Планктон, который хочет найти арсенал с оружием и захватить древний город.
Тем временем пират Пэтчи, президент клуба поклонников Губки Боба, обнаруживает, что его родной штат Энсино исчез, а о просмотре серии про Губку Боба не может быть и речи.
В Атлантиде они встречают императора Атлантиды — лорда королевского высочества, который устраивает им грандиозный тур по крепости. Во время тура мистер Крабс, Сэнди и Сквидвард отвлекаются на места в Атлантиде: мистер Крабс (неудивительно) у сокровищницы, Сэнди у научной лаборатории, а Сквидвард у художественной галереи.
Тем временем Планктон проверяет хранилище оружия, намереваясь использовать утерянное в городе оружие (атланты давно отказались от войны) в своих целях. Затем он выбирает своё оружие — танк. Наконец Губка Боб и Патрик видят самый старый в мире живой пузырь. Патрик фотографирует это, и пузырь лопается. Они боятся говорить, говоря, что им нужно вернуться в Бикини Боттом. Затем Патрик выкрикивает «правду».
Лорд Его Величество не в ярости на Губку Боба и Патрика за то, что они лопнули пузырь, сказав ему, что тот, который они лопнули, был просто опорой для туристов. Затем он показывает им самый старый из живых пузырей, который затем фотографирует Патрик, заставляя его лопнуть. Возмущённый, Лорд призывает королевскую гвардию атлантов атаковать, но банде удаётся убежать. Когда они убегают на улицу, входит Планктон и пытается уничтожить их найденным им танком, но, к его ужасу, он осыпает группу мороженым. Вероятно, это раздатчик мороженого нового поколения. Лорд Его Величество ловит Планктона и говорит, что «говорящее пятнышко» было бы фантастической заменой пузырю и в качестве напоминания что фотографировать со вспышкой нельзя (туристы этого не поймут). Губка Боб и друзья уходят домой, но Патрик, Сквидвард, мистер Крабс и Сэнди грустят, потому что хотят остаться в Атлантиде, хотя Губка Боб этого не делает. До отплытия друзей Лорд Его Величество забирает у волшебного автобуса амулет Атлантиды, думая: «Ещё несколько туристов в Атлантиде, и с секретностью местонахождения этого места придётся распрощаться», и приказывает охраннику выбросить амулет в мусорку.
Позже у Пэтчи появляются галлюцинации, и он находит человека, одетого в высокий костюм Губки Боба (который на самом деле является Томом Кенни — актёром Пирата Пэтчи и голосом самого Губки Боба), который говорит ему, что он — Губка Боб Квадратные Штаны в реальной жизни. Затем Губка Боб говорит ему, что он вернётся в Энсино, если он «поверит». Затем Потти будит его после того, как он подумал, что вернулся в Энсино, а это всего лишь сон. Пэтчи начинает есть бутерброд, который приносит ему Потти, но находит на нём майонез. Он пытается отдать его стервятнику.
После окончания спецвыпуска о Губке Бобе Пэтчи обнаруживает, что Энсино уменьшился до очень маленького размера, а затем он находит трёх инопланетян, которые объясняют, что их сын Норблак 5 снова играл со своим «уменьшителем на карманном устройстве». Пэтчи кричит им, что он хочет вернуть свой город в полный размер, и продолжает говорить: «Нет места лучше дома» (очевидно, пародируя сцену из «Волшебника страны Оз»). Сочувствуя страданиям Пэтчи, что он хочет вернуться домой, потому что он пропустил всю историю, мать Норблака 5 получает «уменьшитель на карманном устройстве», данный от своего сына, и нажимает большую красную кнопку управления, создавая катастрофу торнадо, чтобы исправить это. Затем Пэтчи рад вернуться в Энсино, но скоро понимает, что Потти каким-то образом тоже увеличился в размерах, так как он не был рядом с Пэтчи до прибытия инопланетян.

## Роли
- Том Кенни — Губка Боб, Гэри, пират Пэтчи, охранник № 1, модель, робот автобуса, компьютерный голос, голос воображаемого Губки Боба
- Билл Фагербакки — Патрик Стар
- Роджер Бампасс — Сквидвард, художник, охранник № 2
- Кэролин Лоуренс — Сэнди Чикс, миссис Шелл
- Клэнси Браун — мистер Крабс
- Мистер Лоуренс — Планктон
- Дэвид Боуи — Лорд Его Величество (ЛЕВ)
- Пол Тиббит — попугай Потти; водитель, сигналящий Пэтчи
- Дэвид Дж. Стейнберг — воображаемый Губка Боб

### Роли дублировали
- Сергей Балабанов — Губка Боб, воображаемый Губка Боб
- Юрий Маляров — Патрик Стар, художник, охранник № 2
- Иван Агапов — Сквидвард, пират Пэтчи
- Лариса Некипелова — Сэнди Чикс, миссис Шелл, мама-пришелец
- Александр Хотченков — мистер Крабс, попугай Потти, модель
- Юрий Меншагин — Планктон, Лорд Его Величество (ЛЕВ), охранник № 1, робот автобуса, компьютерный голос, доктор

## Создатели и исполнители
- Креативный режиссёр — Винсент Уоллер
- Авторы сценария — Кейси Александр, Зеус Цервас, Стивен Бэнкс, Дэни Михаэли
- Продюсер — Пол Тиббит
- Композиторы — Николас Карр, Сэйдж Гайтон, Джереми Уэйкфилд, Стивен Марстон, Стив Белфер, Эбан Шлеттер
- Музыкальная библиотека — Associated Production Music